# 525
525（五百二十五、ごひゃくにじゅうご）は自然数、また整数において、524の次で526の前の数である。

## 性質
- 525は合成数であり、約数は 1, 3, 5, 7, 15, 21, 25, 35, 75, 105, 175, 525 である。
  - 約数の和は992。
- 62番目の回文数である。1つ前は515、次は535。
  - 一桁の数を除くと52番目の回文数である。
- 各位の和が12になる46番目の数である。1つ前は516、次は534。
- 525 = 22 + 112 + 202 = 42 + 52 + 222 = 52 + 102 + 202 = 82 + 102 + 192 = 102 + 132 + 162
  - 3つの平方数の和5通りで表せる25番目の数である。1つ前は491、次は539。(オンライン整数列大辞典の数列 A025325)
  - 異なる3つの平方数の和5通りで表せる18番目の数である。1つ前は486、次は554。(オンライン整数列大辞典の数列 A025343)
- すべての桁が素数である55番目の数である。1つ前は523、次は527。(オンライン整数列大辞典の数列 A046034)
- n = 5 のときの n と n2 を並べてできる数である。1つ前は416、次は636。(オンライン整数列大辞典の数列 A053061)
- n = 5 のときの n と 5n を並べてできる数である。1つ前は420、次は630。(オンライン整数列大辞典の数列 A019553)
- 525 = 3 × 52 × 7
  - 3つの異なる素因数の積で p2 × q × r の形で表せる36番目の数である。1つ前は522、次は532。(オンライン整数列大辞典の数列 A085987)
- 525 = 252 − 100
  - n = 25 のときの n2 − 100 の値とみたとき1つ前は476、次は576。(オンライン整数列大辞典の数列 A120071)

## その他 525 に関連すること
- BMW・5シリーズの車種の一つ、525i。
- モーツァルト作曲のセレナード第13番「アイネ・クライネ・ナハトムジーク」のケッヘル番号。
- テレポート525は、1996〜98年に福島県で放送された夕方の情報番組。
- ビジネス525は、テレビ大阪とテレビ和歌山で放送されたローカルニュース番組。
- 525ページ - 川嶋あいのシングル。
- グレナディアー (USS Grenadier, SS-525) は、アメリカ海軍の潜水艦。
- プロ野球での清原和博の本塁打通算本数は525本である。
- 7セグメントディスプレイでの表示で点対称な数である。